# Хосе Луїс Ромеро (футбольний тренер)
Хосе Луїс Ромеро (ісп. José Luis Romero, нар. 5 січня 1945, Мадрид) — іспанський футболіст, що грав на позиції півзахисника. По завершенні ігрової кар'єри — тренер.

## Ігрова кар'єра
Розпочав грати у Терсері за клуби «Ла-Пальма» і «Вільярробледо», а у Прімері дебютував 1966 року виступами за команду «Сабадель», в якій того року взяв участь у 5 матчах чемпіонату.
У сезоні 1966/67 виступав у Сегунді за «Херес», але не врятував його від вильоту в третій за рівнем дивізіон, після чого повернувся в «Сабадель», у якому провів ще два сезони в Ла Лізі, один з яких був найкращим сезоном в історії цього клубу, в якому він став четвертим у лізі і кваліфікувався у Кубок ярмарків.
16 червня 1970 року перейшов у «Барселону», з якою наступного року виборов титул володаря Кубка Іспанії, а також виграв Суперфінал Кубка ярмарків, який був останнім матчем в історії турніру. Втім в обох фіналах Ромеро участі не брав і незабаром знову повернувся в «Сабадель».
1972 року став гравцем іншого каталонського клубу «Еспаньйол». Відіграв за барселонський клуб наступні три сезони своєї ігрової кар'єри. Завершив професійну ігрову кар'єру в клубі «Бургос», за команду якого виступав протягом 1975—1977 років, вигравши в першому з них з командою Сегунду.

## Кар'єра тренера
Після закінчення кар'єри гравця Ромеро приєднався до «Барселони», увійшовши до тренерського штабу Люсьєна Мюллера на сезон 1978/79. Французький фахівець знав Ромеро по роботі у «Бургасі», а їхній тандем у «Барселоні» допоміг клубу виграти перший для команди Кубок володарів кубків УЄФА (1979).
В сезоні 1980/81 Ромеро був головним тренером рідного «Сабаделя» у Сегунді і пізніше повернувся до «Барселони» як другий тренер у штабі Удо Латтека. Коли в березні 1983 року німецький тренер був звільнений, Ромеро керував першою командою «Барселони» в одному матчі Ла Ліги проти «Саламанки» (1:1). Потім він тренував «Барселону Атлетіко», а пізніше працював з іншими командами Сегунди «Реал Ов'єдо» і знову «Сабаделем». 
1989 року Ромеро повернувся до Прімери, щоб тренувати «Логроньєс», «Реал Бетіс», «Кадіс» та «Атлетіко», проте в жодній команді надовго не затримувався. 
На завершенні кар'єри працював у Сегунді Б з каталонськими командами «Сабаделя» та «Хімнастік Таррагона».

## Титули і досягнення

### Як гравця
- Володар Кубка Іспанії (1):

«Барселона»: 1970–71